# Брег при Коменди
Брег при Коменди (словен. Breg pri Komendi) је насељено место у општини Коменда, Средњесловенска регија, Словенија.

## Историја
До територијалне реорганизације у Словенији био је у саставу старе општине Камник.

## Становништво
У попису становништва из 2011. године, Брег при Коменди је имао 163 становника.
| Број становника према пописима | Број становника према пописима | Број становника према пописима |
| ------------------------------ | ------------------------------ | ------------------------------ |
| 1991                           | 2002                           | 2011                           |
| 106                            | 128                            | 163                            |

Напомена: До 1955. исказивано под именом Брег.

## Галерија
- улаз у насеље
- сеоске куће